# Wedgefield
Wedgefield es un lugar designado por el censo del condado de Sumter en el estado estadounidense de Carolina del Sur. La localidad en el año 2000 tiene una población de 3.376 habitantes en una superficie de 189.7 km². 
Wedgefield se llamó así porque su situación era semejante a una "cuña" en la secundaria High Hills. Tiene su propia oficina de correos con el código postal de 29168.

## Geografía
Según la Oficina del Censo, el pueblo tiene un área total de 189,7 km² (73,2 mi²), de la cual 186,2 km² (71,9 mi²) es tierra y 0,9 km² (0,3 mi²) es agua.

## Cementerios
Cementerios de la zona Wedgefield incluyen:
- Cementerio Singleton's está en el Registro Nacional de Lugares Históricos.
- Cementerio Iglesia Bautista Wedgefield.
- Cementerio Iglesia Metodista Wedgefield.
- Cementerio Iglesia Presbiteriana Wedgefield.

## Residentes notables
- Richard Manning Irvine III, (1859-1931), gobernador de Carolina del Sur.
- Wyndham Meredith Manning, (1890-1967), político del Sur de Carolina y el hijo de Richard Manning Irvine III, nacido en Wedgefield.
- Angélica Van Buren, (1818-1877), primera dama de los Estados Unidos, nació y se casó en Wedgefield.